# Markíza Klasik
Markíza Klasik este un canal de televiziune slovac. Acesta a fost lansat la 15 iulie 2024. Markíza Klasik emite 24 de ore pe zi pe teritoriul Slovaciei.

## Seriale (selecție)
- Beverly Hills, 90210
- Baywatch
- Cobra 11 în alertă
- Hercule
- Dosarele X
- Comisarul Rex
- Stargate SG-1
- M*A*S*H